# Wandernde Steine

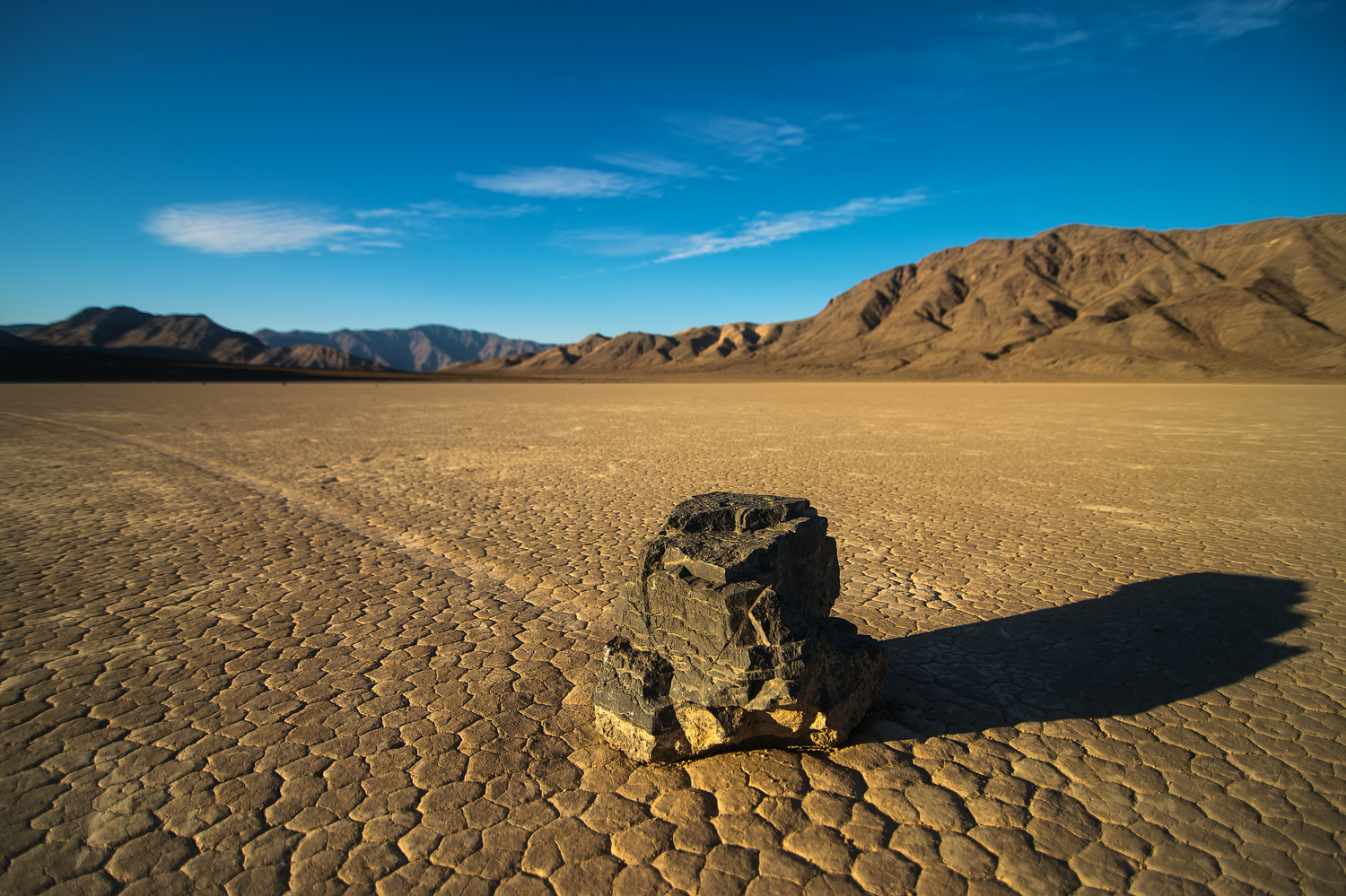
Wandernder Felsen auf der Racetrack Playa

Wandernde Steine (englisch wandering rocks oder sailing stones) sind ein Phänomen auf der Racetrack Playa (dt. „Rennbahn-Ebene“) im kalifornischen Death-Valley-Nationalpark.
Auf einem ausgetrockneten See im Nordwesten des Death-Valley-Nationalparks wandern bis zu 350 kg schwere Felsbrocken sporadisch über die fast vollkommen flache Ebene und hinterlassen dabei Spuren in der Geländeoberfläche. Die Bewegungen finden meist im Winter statt, am häufigsten in nördlicher und nordwestlicher Richtung. Die Rillen sind zwischen wenigen Zentimetern und etwa 1000 Metern lang, teilweise schnurgerade, teilweise vielfach gewunden. Nach spätestens einigen Jahren verschwinden die Rillen durch Erosion wieder, was die Verfolgung des Gleitens der Steine über längere Zeiträume erschwert.
Zur Ursache des Phänomens gibt es verschiedene Theorien. Ende August 2014 wurden die Ergebnisse von Forschern und Geologen der Scripps Institution of Oceanography in La Jolla veröffentlicht, die das Phänomen durch Wetterdaten und GPS-Daten von Sendern an den Steinen aufklärten sowie im Gelände beobachteten: Die Steine werden durch vom Wind bewegte, auf seichten Wasserflächen schwimmende Eisdecken verschoben.

## Lage und Beschreibung
Die Racetrack Playa ist eine auf etwa 1120 m über dem Meer gelegene Ebene von rund 5 km mal 2 km Größe in einem abgelegenen Teil des Nationalparks. Sie ist vom erschlossenen Parkteil über eine etwa 40 km lange Schotterstraße erreichbar, die in den meisten Jahreszeiten nur mit Vierradantrieb und hoher Bodenfreiheit zu befahren ist. Dieser Teil des Nationalparks ist als Wilderness Area ausgewiesen, deshalb dürfen nur die ausgewiesenen Pisten befahren werden.
Die Ebene entstand aus einem heute ausgetrockneten See zwischen den beiden Bergketten Cottonwood Range und Last Chance Range. Die Oberfläche besteht zu einem hohen Anteil aus Lehm, der beim Austrocknen im Sommer in regelmäßig erscheinende, kleine Blöcke aufbricht. Niederschläge gibt es in dem Wüsten-Nationalpark nur im Winter, der Lehmboden nimmt diesen schnell auf und wird bereits nach rund 10 mm Niederschlag feucht und entwickelt eine glatte Oberfläche mit reduzierter Reibung.

## Untersuchungen

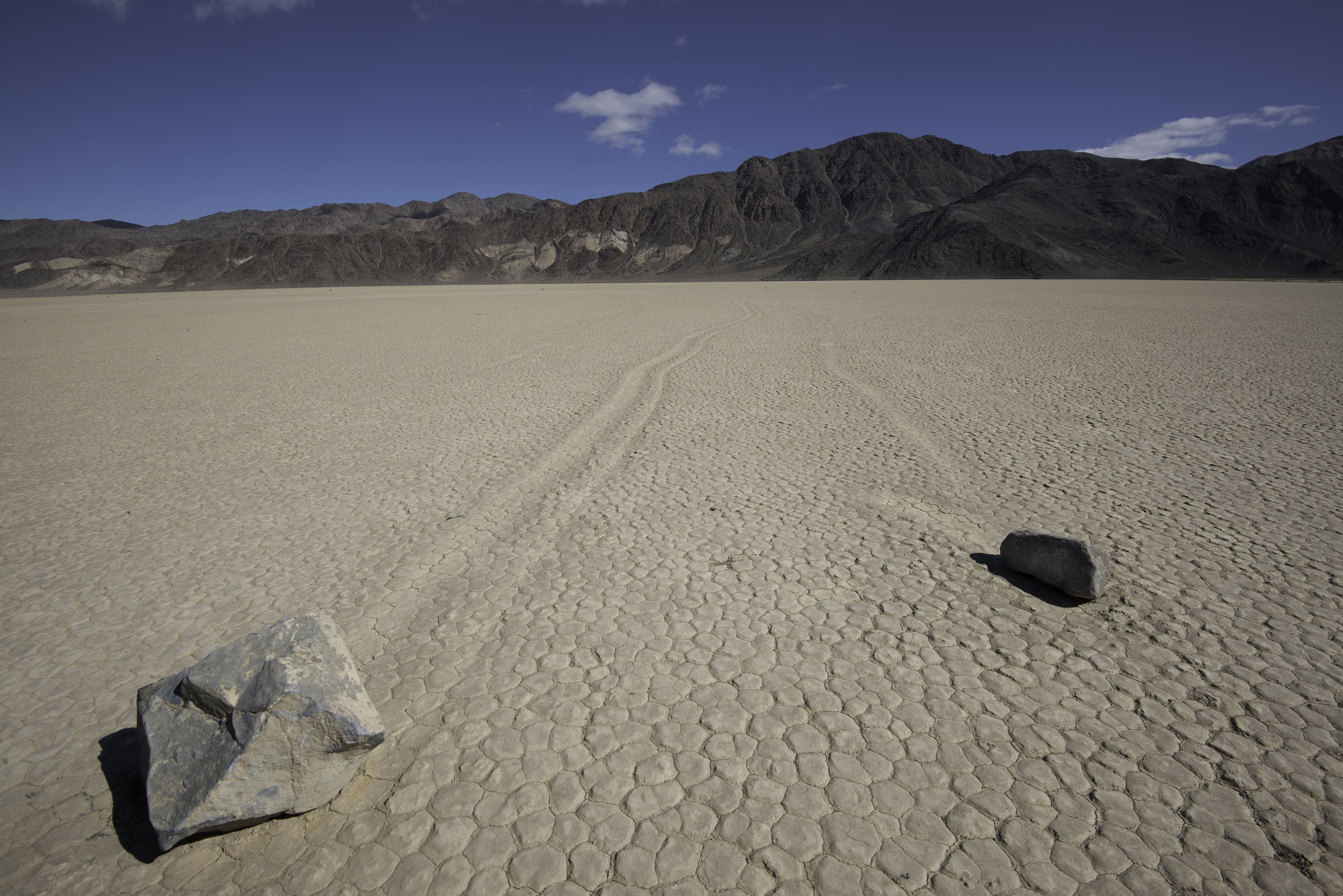
Zwei wandernde Felsen

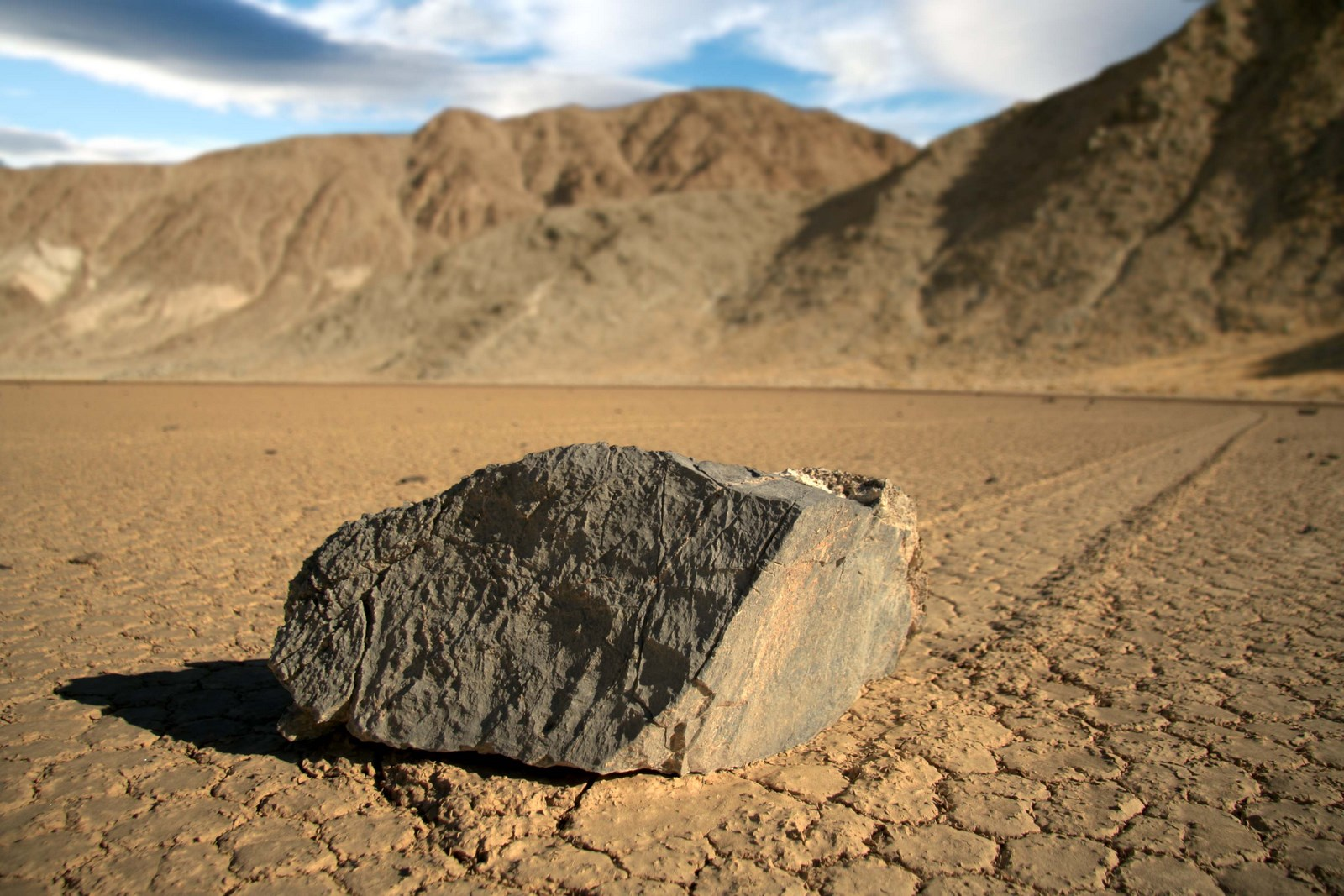
Wandernder Felsen

Es gilt als sicher, dass die eigentliche Bewegung durch Wind zu erklären ist. Vor allem während der heftigen Winterstürme wird im Gebiet häufig Orkanstärke erreicht. Dies alleine reicht aber nicht aus, um die bis zu 350 kg schweren Felsen zu bewegen. Dazu wären theoretisch Windgeschwindigkeiten von über 800 Kilometern pro Stunde erforderlich.
Da das Gebiet unter Naturschutz steht und als „unberührte Wildnis“ ausgewiesen ist, sind dauerhafte Installationen wie fest montierte Kameras zur Überwachung nicht zulässig. Gerade in der Zeit der stärksten Bewegungen während Regenperioden ist der Zugang gänzlich untersagt, da jeder Fußabdruck im dann weichen Grund die Oberfläche dauerhaft verändert.
Bei neueren Untersuchungen wurden sämtliche „wandernden Felsen“ mit GPS-Unterstützung kartiert und ihre Position regelmäßig überwacht. Dabei stellte sich heraus, dass weder die Größe bzw. das Gewicht noch die Form der einzelnen Felsen einen nachvollziehbaren Einfluss auf Geschwindigkeit oder Geradlinigkeit der Wanderung haben.
Vielmehr scheint die Wanderung stark von der Position des jeweiligen Felsens abhängig zu sein. Beispielsweise befinden sich die längsten und geradesten Spuren an Stellen, die wie ein natürlicher Windkanal wirken und so die Luftbewegung kanalisieren und verstärken. Die am stärksten „verwundenen“ Spuren dagegen befinden sich in einem Bereich, in dem zwei solche Luftströmungen aufeinandertreffen und Wirbel bilden. Dennoch bleibt die Frage, wie der Wind bis zu 350 kg schwere Felsen so leicht bewegen kann.

### Theorien, Hypothesen, Erklärungsversuche
Bakterien
- Einer Hypothese nach bilden die im Boden vorhandenen Bakterien in Regenzeiten auf der Oberfläche einen „Schmierfilm“, der die Reibung zwischen Stein und Boden stark vermindert.

Eis
- Eine weitere These besagt, dass sich bei den nächtlichen Temperaturen während der Wintermonate Eis bildet, welches die Felsen auf der Racetrack Playa genannten Ebene wie auf Eisschollen fortbewegen könne. Dies würde auch erklären, warum die größeren Felsen weiter wandern als kleine, da sie langsamer bremsen, wenn sie erstmal in Fahrt sind. Besonders während das Eis schmelze, sinke der Fels in den Sand, wo jene ominöse Spuren entstünden.

- 2011 wurde eine Studie veröffentlicht, nach der die Steine in Eisschollen einfrieren, wodurch das gemeinsame spezifische Gewicht stark reduziert wird. Der Wind bewegt diese Schollen dann auf den Wasserlachen. Spuren entstehen, wenn Steine nur unvollständig angehoben werden und noch auf dem Boden schleifen.[6]

- Auf der jährlich stattfindenden Herbsttagung der Amerikanischen Geophysikalischen Union (AGU) vom 13. bis 17. Dezember 2010 in San Francisco stellte der NASA-Geologe Gunther Kletetschka seine im Laborexperiment gewonnene Theorie vor, wonach die Felsen im Verlauf von Winterstürmen von einer Eisschicht, die auf nachströmendem Wasser aufschwimmt, angehoben und entsprechend den entstehenden Strömungen und Turbulenzen bewegt werden.[7] Diese Theorie erklärt auch Randphänomene wie die Entstehung von Spuren ohne Steine oder mit Abmessungen, die von denen der Steine abweichen. In der Natur hatte Kletetschka im März 2010 einige der Steine mit GPS-Empfängern markiert und bis zu einem gewissen Berichtszeitpunkt keine Bewegung festgestellt, was nach seinen bisherigen Ergebnissen durch die im Sommer fehlenden Wetterbedingungen erklärt würde. Weitere Aufschlüsse und letztlich den eventuellen Beweis für die Richtigkeit der Theorie soll eine umfangreichere Instrumentierung der Steine liefern.

Algen im Zusammenspiel mit weiteren Faktoren
- Forscher räumen ein, nicht jede Bewegung der Steine könne dem Eis zugeschrieben werden. Vielmehr handele es sich um einen komplexen Mechanismus zwischen Wind, Eis, Regen, tonigem Boden und Algen, welcher bis heute nicht eindeutig zu erklären sei.

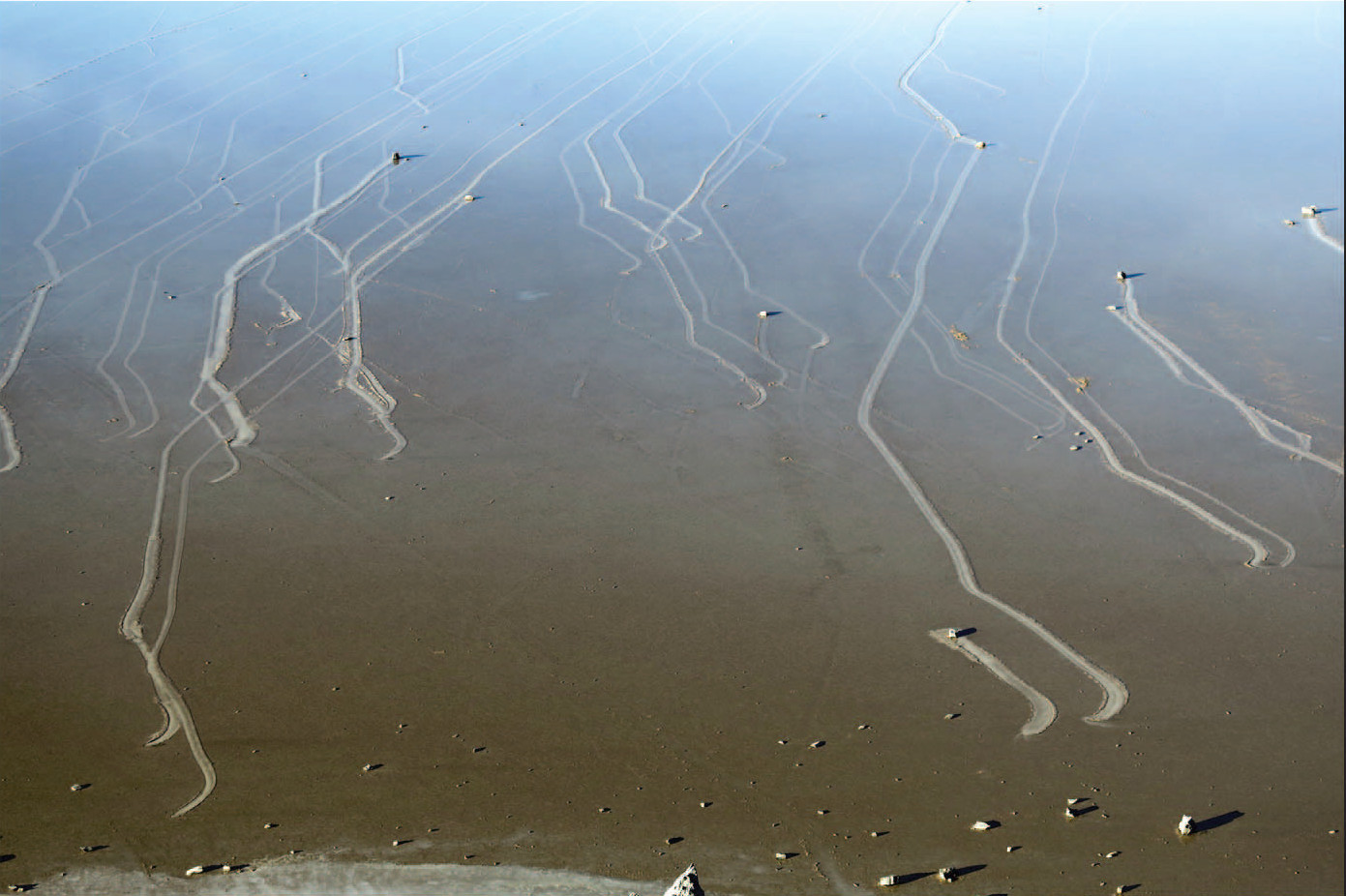
Die Spuren der Steine am 20. Dezember 2013. Auffällig auch die wenigen unbewegten Steine

### Erklärung
Im August 2014 wurde eine Studie veröffentlicht, die das Geheimnis der wandernden Felsen erklärt. Forscher beobachteten die Felsen über einen längeren Zeitraum, mithilfe von GPS und Zeitrafferaufnahmen. So konnte am 20. Dezember 2013 die Bewegung von über 60 Steinen dokumentiert und bewiesen werden. Manche von ihnen bewegten sich dabei bis zu 224 Meter weit, mit Geschwindigkeiten bis 5 Meter pro Minute.
Voraussetzung für die Bewegung sind Eisdecken, die nur wenige Millimeter dick sind und sich auf wenige Zentimeter tiefen, größeren Wasserflächen bilden. Wenn die Eisdecken zu schmelzen beginnen, genügen selbst geringe Windstärken ab drei Beaufort, um die Steine in Bewegung zu setzen. Die eigentliche Bewegung wird durch den Druck der auf großer Fläche trotz geringer Dicke schweren Eisplatten bewirkt. Während die nötigen Temperatur- und Windbedingungen typisch für die kältesten Perioden des örtlichen Klimas sind, müssen sie mit vorherigem Niederschlag in Form von Regen oder bereits geschmolzenem Schnee zusammenfallen. Diese Bedingungen treten so selten auf, dass es oft Jahre oder sogar Jahrzehnte dauern kann. Wenn die Grundbedingungen gegeben sind, kann etwa um die Mittagszeit, nach dem Antauen der Eisfläche, die Bewegung von Eisplatten auf offenem Wasser einsetzen und die Steine bewegen.

## Die Wandernden Felsen im Film
Der Oscar-prämierte Film Die Wüste lebt erwähnt das Phänomen der Wandernden Felsen.